# Szlinokiemie
Szlinokiemie (dodatkowa nazwa w j. litewskim Šlynakiemis) – wieś w Polsce położona w województwie podlaskim, w powiecie sejneńskim, w gminie Puńsk.
| SIMC    | Nazwa     | Rodzaj    |
| ------- | --------- | --------- |
| 1011709 | Paszałcie | część wsi |

Wieś królewska ekonomii grodzieńskiej położona była w końcu XVIII wieku  w powiecie grodzieńskim województwa trockiego. W latach 1975–1998 miejscowość administracyjnie należała do województwa suwalskiego.